# نایسوس (شهر)
نایسوس (انگلیسی: Naissus) یک شهر باستانی و اسقف سابق در داکیه بالکانی بود، که همچنان محل سکونت کاتولیک‌های لاتین است.

## تاریخ
نایسوس، نیش (شهر) امروزی در صربستان، به اندازه‌ای در استان‌های روم، داکیای مدیترانه مهم بود که تبدیل به یک مرکز اسقفی یا سریر اسقف شود. در یک اوایل تاریخ و یک اسقف‌یار از کلان‌شهر در اسقف نشینی ساردیکا، در تسلط پاتریارک‌نشین جهانی قسطنطنیه بود.
شهر توسط هون‌های آتیلا ویران شد، اما همان‌طور که احیای اسقف گواهی می‌دهد، بازسازی شد.